# Mattia De Sciglio
Mattia De Sciglio (ur. 20 października 1992 w Mediolanie) – włoski piłkarz grający na pozycji obrońcy we włoskim klubie Juventus F.C. oraz w reprezentacji Włoch.

## Kariera klubowa

### Milan
Swoją karierę piłkarską rozpoczął w amatorskim klubie Cimiano we Włoszech. W roku 2002 dołączył do szkółki A.C. Milan. Od sezonu 2002/03 występował w rozgrywkach Primavery. W 2011 roku został piłkarzem seniorskiej kadry A.C. Milan, w barwach której wystąpił w fazie grupowej Ligi Mistrzów UEFA 28 września 2011 przeciwko Viktorii Pilzno. Mecz zakończył się zwycięstwem A.C. Milan 2:0.
W Serie A zadebiutował 10 kwietnia 2012 w wygranym 1-0 meczu przeciwko Chievo Werona, grając przez 90 minut.

### Juventus
20 lipca 2017 oficjalnie przeszedł do Juventusu za kwotę 12 milionów euro. Zadebiutował 12 sierpnia 2017 w meczu Superpucharu Włoch przeciwko Lazio.

### Olympique Lyon
5 października 2020, De Sciglio został wypożyczony na sezon do Olympique Lyon.

## Reprezentacja
Debiut w reprezentacji Włoch U-19 zaliczył w 2010 roku. W reprezentacji narodowej wystąpił łącznie 8 razy i zdobył 1 gola.
W reprezentacji U-20 zadebiutował 31 sierpnia 2011 w meczu ze Szwajcarią.
25 kwietnia 2012 w wieku dziewiętnastu lat zadebiutował w kadrze U-21. W Edynburgu młodzi Włosi pokonali rówieśników ze Szkocji 4-1, a Mattia wszedł na boisko w 75'.
21 marca 2013 zadebiutował w reprezentacji Włoch w meczu towarzyskim z Brazylią.

## Sukcesy

### Milan
- Superpuchar Włoch: 2011, 2016

### Juventus
- Mistrzostwo Włoch: 2017/18, 2018/19, 2019/20
- Puchar Włoch: 2017/18
- Superpuchar Włoch: 2018

### Reprezentacyjne
- 3. miejsce w Pucharze Konfederacji: 2013

### Indywidualne
- Drużyna roku Serie A: 2012/13